# As
 Ovo je glavno značenje pojma As. Za druga značenja pogledajte As (razdvojba).
As je igraća karta. U većini igara as je najjača karta.
U nekim igrama as može biti i najniža karta, odnosno, igrač može birati vrijednost, npr. u ajncu as može vrijediti 1 ili 11.
As je označen jednim simbolom odgovarajuće boje u sredini karte, a ovisno o izvedbi, manji simbol se može nalaziti u kutovima karte, uz koji ide i oznaka A. Najčešće se na pik asu nalaze podaci o proizvođaču.
|                               |                                          |                             |
| Karte s oznakama u sva 4 kuta | Karte s oznakama u dijagonalnim kutovima | Karte bez oznaka u kutovima |